# الجريبات (وادي العين)

تعديل مصدري - تعديل

الجريبات هي إحدى قرى عزلة وادي العين بمديرية حورة التابعة لمحافظة حضرموت، بلغ تعداد سكانها 165 نسمة حسب تعداد اليمن لعام 2004.